# Tomosvaryella coquilletticoquilletti
Tomosvaryella coquilletticoquilletti är en tvåvingeart som först beskrevs av Kertesz 1907.  Tomosvaryella coquilletticoquilletti ingår i släktet Tomosvaryella och familjen ögonflugor. Inga underarter finns listade i Catalogue of Life.